# Charles Frin du Guiboutier
Pour les articles homonymes, voir Frin.
Charles Frin du Guiboutier ou encore de Cormeré est un homme politique français, né le 7 février 1722 à Laval, décédé le 6 février 1798 à Laval. Les Frin sont affiliés avec la famille Hoisnard qui se titrèrent du lieu de Cormeré (Cormeray) en 1670, et qui se situe à Bonchamp-lès-Laval. Les armes de la famille sont d'azur à 3 gerbes de blé d'or 2 et 1.

## Biographie
Il est le fils de  Charles Frin, sieur du Guiboutier, conseiller du Roi et son procureur au siège royal et maréchaussée de Laval, et de Marie Madeleine Géhard.
Il est seigneur de Cormeré, procureur au siège royal de Laval. Il épouse Charlotte Salmon, fille de Jérôme Salmon et de Marie Marguerite Hoisnard. Son fils est Jérôme Frin de Corméré.
L'Abbé Angot indique qu'il faisait partie précédemment de l'hôtel de ville et, à ce titre, a son nom gravé sur la plaque commémorative de l'érection de la fontaine de Patience.
- Charles Frin du Guiboutier ∞ Charlotte Salmon
  - Jérome Charles Frin de Corméré (1750-1813) ∞ Marie Leclerc du Flécheray
    - Charles Frin de Corméré (1775)
    - Charles Frin de Corméré (1778-1811)  ∞  Antoinette Julie Roche (qui se remarie avec Jacques Duchemin Descépeaux)
      - Charles Frin de Corméré[1], déclaré absent par jugement civil en 1864
        - Charles Auguste Frin de Corméré[2] (1838-1872)

    - Olive Frin de Corméré (1778-1831), jumelle du précédent ∞ Jean Jacques Louis Rouillon
    - chevalier Jérôme Frin de Corméré[3] (1780-1813) ∞ Adélaïde Marie Madeleine Godart de Rivocet
      - Jérome Adolphe (1811)

    - François Frin de Corméré (1783)
    - Joséphine Frin de Corméré (1785) ∞ chevalier Étienne-Jacques Coquereau
      - Félix Coquereau

    - Sébastien Frin de Corméré[4] (1787)
    - Justine Frin de Corméré (1792)
    - Virginie Frin de Corméré (1797) ∞ Louis Morin-Blotais
    - Adèle Frin de Corméré (1797-1862), sœur jumelle de la précédente ∞ Pierre Marie Joseph Courte de La Goupillière

Il est le deuxième maire électif de Laval, de 1769 à 1790. Il est membre de la Société du Jardin Berset en 1788. Il conserve ses fonctions jusqu'en 1789. Dans une brochure publiée à la veille de la Révolution française, il se prononce en faveur des idées nouvelles.
Il est remplacé comme maire le 28 février 1790, et devient bientôt rangé parmi les suspects comme son fils. Il entre comme prisonnier au Monastère des Bénédictines de Laval, au mois de décembre 1793, et libéré seulement en octobre 1794. Il dépose, le 8 germinal an III, qu'il a été emprisonné par ordre du Comité révolutionnaire de Laval. le 3 janvier 1794.

## Source
- « Charles Frin du Guiboutier », dans Alphonse-Victor Angot et Ferdinand Gaugain, Dictionnaire historique, topographique et biographique de la Mayenne, Laval, A. Goupil, 1900-1910 [détail des éditions] (BNF 34106789, présentation en ligne)
- * François Dornic, Grands notables du Premier Empire : Mayenne, Editions du CNRS, 1986, p. 81